# Condado de Orange (Florida)
El condado de Orange es un condado ubicado en el estado estadounidense de Florida. Según el censo de 2020, tiene una población de 1,429,908 habitantes.
Su capital es Orlando.

## Historia
El condado de Mosquito fue creado en 1824. Fue renombrado condado de Orange en 1845 por la fruta que constituía el principal producto del condado. En su momento de mayor producción a principio de la década de 1970, se cultivaban unos 320 km² (80 000 acres) de cítricos en el condado de Orange. Sin embargo, actualmente ya no quedan plantaciones comerciales en el condado, dado que la explosión inmobiliaria del Estado consumió todas las tierras cultivables. Todavía existen en el condado empresas de mercadeo de frutas y producción de jugos, pero adquieren la fruta en otros condados.

## Demografía

### Censo de 2000
Según el censo de 2000, el condado contaba con 896 344 habitantes, 336 286 hogares y 220 267 familias residentes. La densidad de población era de 381 hab/km² (988 hab/mi²). Había 361 349 unidades habitacionales con una densidad promedio de 154 u.a./km² (398 u.a./mi²).
La composición racial de la población del condado era: 68,59% Blanca, 18,17% Afroamericana o Negra, 0,34% Nativa americana, 3,35% Asiática, 0,09% De las islas del Pacífico, 6,01% de Otros orígenes y 3,43% de dos o más razas. El 28,78% de la población es de origen Hispano o Latino cualquiera sea su raza de origen.
De los 336 286 hogares, en el 32,40% de ellos vivían menores de edad, 47,00% estaban formados por parejas casadas que viven juntas, 13,70% eran llevados por una mujer sin esposo presente y 34,50% no eran familias. El 24,20% de todos los hogares estaban formados por una sola persona y 6,50% de ellos incluían a una persona de más de 65 años. El promedio de habitantes por hogar era de 2,61 y el tamaño promedio de las familias era de 3,14 personas.
El 25,30% de la población del condado tenía menos de 18 años, el 10,90% tenía entre 18 y 24 años, el 33,80% tenía entre 25 y 44 años, el 20,00% tenía entre 45 y 64 años y el 10,00% tenía más de 65 años de edad. La edad media era de 33 años. Por cada 100 mujeres había 98,00 hombres y por cada 100 mujeres de más de 18 años había 95,70 hombres.
La renta media de un hogar del condado era de $41 311, y la renta media de una familia era de $47 159. Los hombres ganaban en promedio $32 053 contra $25 402 para las mujeres. La renta per cápita en el condado era de $20 916. 12,10% de la población y 8,80% de las familias tenían rentas por debajo del nivel de pobreza. De la población total bajo el nivel de pobreza, el 16,30% eran menores de 18 y el 9,30% eran mayores de 65 años.

### Censo de 2020
De acuerdo con el censo de 2020, el 44% de la población del condado son blancos, el 19,4% son afroamericanos, el 0,4% son amerindios, el 5,5% son asiáticos, el 0,1% son isleños del Pacífico, el 12% es de otras razas y el 18.5% son de dos o más razas. El 33,1% de la población son hispanos o latinos de cualquier raza.

## Ciudades y pueblos

### Municipalidades
- Ciudad de Apopka
- Ciudad de Bay Lake
- Ciudad de Belle Isle
- Pueblo de Eatonville
- Ciudad de Edgewood
- Ciudad de Lake Buena Vista
- Ciudad de Maitland
- Pueblo de Oakland
- Ciudad de Ocoee
- Ciudad de Orlando
- Pueblo de Windermere
- Ciudad de Winter Garden
- Ciudad de Winter Park

- Plymouth (parte de Apopka)

### No incorporadas
- Azalea Park
- Bay Hill
- Bithlo
- Christmas
- Conway
- Doctor Phillips
- Fairview Shores
- Goldenrod
- Gotha
- Holden Heights
- Hunters Creek
- Lake Butler
- Lake Hart
- Lockhart
- Meadow Woods
- Oak Ridge
- Orlo Vista
- Paradise Heights
- Pine Castle
- Pine Hills
- Reedy Creek Improvement District (distrito de régimen impositivo especial)
- Sky Lake
- South Apopka
- Southchase
- Taft
- Tangelo Park
- Tangerine
- Tildenville
- Union Park
- Vineland
- Wedgefield
- Williamsburg
- Zellwood